# Ким Хе Су
Ким Хе Су (кор. 김혜수?, 金憓秀?; род. 5 сентября 1970 года, Пусан, Республика Корея) — южнокорейская актриса. Ким была одной из самых популярных молодых звезд в 1980-х и 1990-х годах. Она известна своей упрямой независимостью и регулярными ролями волевых, утонченных женщин.
Ким начала свою карьеру в рекламе Nestlé Milo в 1985 году. Она дебютировала в кино в качестве ведущей актрисы в фильме «Камбо» (1986), за который в 1987 году получила свою первую награду в номинации «Лучшая новая актриса» на церемонии вручения премии «Пэксан». Она была самой молодой обладательницей кинопремии «Голубой дракон» за лучшую женскую роль в фильме «Первая любовь» (1993). Её самой коммерчески успешной ролью была мадам Чжон в криминальном фильме «Война цветов» (2006), который также принес ей третью кинопремию «Голубой дракон» за лучшую женскую роль.
Помимо своих ролей в кино, Ким снялась во многих успешных телесериалах, включая: «Партнер» (1994—1998), «Действительно ли мы любим?» (1999), «Чан Хи Бин» (2002), «Королева офиса» (2013), «Сигнал» (2016), «Гиена» (2020), «Суд по делам несовершеннолетних» (2022) и «Зонтик королевы» (2022).

## Ранняя жизнь и образование
Ким Хе Су родилась 5 сентября 1970 года в Пусане, район Тоннэгу, и была второй из пяти детей в семье. Она перешла в сеульскую начальную школу Мидонг, когда училась в третьем классе национальной начальной школы Пусана, из-за работы своего отца. Учась в начальной школе, она была членом национальной детской команды по тхэквондо, а в апреле 1982 года была цветочницей, которая подарила букет Хуану Антонио Самаранчу, седьмому президенту Международного олимпийского комитета (МОК).

## Карьера

### 1985—1991: Начало карьеры и прорыв в кино
В 1985 году Ким снялась в рекламном ролике Nestlé Milo, а также в первом K-pop клипе на песню Чо Ён Пила «Empty In The Air», ставшую заглавной. В 1986 году Ким дебютировала в кино в фильме «Камбо», когда была ученицей первого класса средней школы. За эту роль она получила награду как лучшая новая актриса на 23-й премии «Пэксан». Ким сыграла главные роли в телесериалах «Самогок» (1987), «Сунь Шим И» (1988) и «Сеноя» (1989). Она снялась вместе с Но Чжу Хеном в фильме «Когда цветут цветы и кричат птицы» (1990). В 1991 году она получила главную роль в фильме «Потерянная любовь».

### 1992—1998: Успех в кино и на телевидении
Ким упоминается как "«Pencil Board Star» 1980-х годов из-за популярности карандашных досок с её изображением. Она также была названа частью «Тройки 1990-х» в Корее наряду со своими современницами Ким Хи Сон и Шим Ын Ха за их общенациональную известность. В 1993 году Ким сыграла главную роль в фильме «Первая любовь» и получила признание критиков за образ типичной невинной девушки, получив кинопремию «Голубой дракон» за лучшую женскую роль и звание «Первая любовь нации», хотя фильм провалился в прокате.

### 1999—2004: Развитие карьеры
За два десятилетия она накопила обширную фильмографию, состоящую из главных ролей и ролей второго плана, в частности, в телесериале «Действительно ли мы любим?» с Пэ Ён Чжуном и «Месть и страсть» с Ан Джэ Уком, а также фильм «Повяжи жёлтую ленту» (1998). В 2000-х годах Ким больше сосредоточилась на своей карьере в кино, чем на телевидении, снявшись в фильмах «Достать до Луны», «Бейсбольная команда YMCA» и «Три». В это время она переосмыслила свой образ гламурной и уверенной в себе роковой женщины в фильме «Красавица без лица» (2004).

### 2005—2011: Возрождение с «Войной цветов»
Роли Ким в фильмах «Красные башмачки» (2005) и «Война цветов» (2006) стали её самыми узнаваемыми и вознесли её на самые высокие позиции в «списке А» корейской киноиндустрии. Затем последовали различные роли в кино, такие как домохозяйка, тайно встречающаяся со студентом колледжа в фильме «Хороший день для романа»; тетя без плюсов в «Семейные тайны Шимов»; проститутка в «Моя одиннадцатая мама» и барная певица в «Современный мальчик». (2008). Она считает свое сотрудничество с Хан Сок Гю в фильме 2010 года «Злодей и вдова» одним из самых ярких моментов своей актёрской карьеры. В 2009 году Ким вернулась на телевидение в дораме «Стиль», действие которой происходит в индустрии моды. Вслед за этим она снялась в мистической мелодраме «Родной дом» в 2010.
Частая ведущая церемоний вручения кинопремий и телевизионных варьете, Ким в 2010 году стала ведущей новостного документального шоу MBC «W». Ким, страстная поклонница документального кино, была признана идеальной кандидатурой для этой программы, поскольку она больше фокусировалась на экологических и глобальных проблемах. Премьера «W с Ким Хе Су» состоялась в июле 2010 года, но в октябре 2010 года была отменена из-за того, что Ким раскритиковала решение телеканала.

### 2012—2015: Успех в кино
В 2012 году она воссоединилась с режиссёром «Войны цветов» Чхве Дон Хуном в фильме «Воры». Фильм-ограбление, действие которого происходит в казино Макао, стал одним из самых кассовых фильмов в истории корейского кинематографа. Ким получила награду за лучшую женскую роль в кино на 20-й Корейской премии в области культуры и развлечений, после чего получила роль второго плана в историческом фильме Хан Чжэ Рима «Читающий лица».
В 2013 году она сыграла главную роль в романтической комедии «Королева офиса» (также известной как «Богиня рабочего места»), адаптации японской драмы 2007 года Haken no Hinkaku.
В 2015 году Ким снялась в фильме «Китайский квартал», редком женском фильме в жанре нуар. Она сказала, что не возражала против того, чтобы выглядеть непривлекательно в роли безжалостного криминального авторитета: визажисты добавили пигментных пятен на её лицо, седины в волосы и дряблости живота и бедер с помощью протезов. Ким сказала, что было «душевно мучительно» принимать решение о том, соглашаться ли на эту роль, но как только она это сделала, она чувствовала «прилив волнения» каждый раз, когда выходила на съемочную площадку, и считала фильм «новым испытанием, которое (заставляло её) сердце биться чаще и (пугало её) одновременно».

### 2016—н.в.: Возвращение на телевидение и кино
Ким вернулась на маленькие экраны в 2016 году с сериалом «Сигнал» канала tvN, который имел успех как у критиков, так и в коммерческом плане. Ким в роли Ча Су Хен, выступала в паре с Ли Джэ Хуном и Чо Джин У в качестве первой женщины-полицейского в группе специального назначения, позже став лидером сеульского отдела по расследованию нераскрытых дел. Она стала лучшей актрисой на 52-й церемонии вручения премии «Пэксан» и премии tvN10 Awards за свою игру.
Затем Ким снялась в комедийной дораме «Прощай одиночество» режиссёра Ким Тхэ Гона с Ма Дон Соком и Ким Хен Су в главных ролях. Ким была номинирована в категории «Лучшая женская роль» на 25-й кинопремии Buil Film Awards, 37-й кинопремии Blue Dragon Film Awards и 53-й премии «Пэксан».
В 2017 году Ким также снялась в нуар-фильме «Особенная», режиссёра Ли Ан Гю, Ким сыграла На Хен Чжон, женщину, которая становится заместителем главы гангстерской организации, ставшей ведущим предприятием, совместно с Ли Сон Гюном и Ли Хи Чжуном.
«Дневник беженки Ким Хе Су» — документальный фильм, который был показан на канале KBS1 в сентябре 2017 года. Режиссёрами выступили Пак Хе Рен, Чан Хен Хо и Ли Бен Хан, сценарий написал Квон Хен Чжон. Документальный фильм рассказывает о визитах Ким Хе Су к беженцам, которые пережили в Средиземном море почти смертельный опыт. Во время своих поездок в июне 2017 года в Сербию, Италию и Грецию, которые были основными пунктами назначения беженцев, она стала свидетелем проблем, с которыми сталкиваются беженцы. Несмотря на ограничения, число беженцев, особенно детей, продолжало расти. Ким Хе Су поделилась яркими историями об их путешествиях и выразила восхищение их стойкостью, особенно среди детей, живущих в одиночестве, без семьи или опекунов.
В 2018 году Ким снялась в фильме о кризисе МВФ «Дефолт» вместе с Ю А Ин. Она была номинирована за лучшую женскую роль на 55-й церемонии вручения премии «Пэксан». Затем она снялась в научно-фантастическом фильме «Возвращение».
В июне 2019 года Ким подписала контракт на участие в фильме «День, когда я умерла», режиссёрском дебюте Пак Чжи Вана. Фильм вышел в прокат 12 ноября 2020 года. Ким была номинирована на 57-ю премию «Пэксан» как лучшая актриса в категории фильмов.
В 2020 году Ким снялась в юридической драме «Гиена». Она сыграла Чон Гым Джа, гиену, которая гналась за деньгами и успехом любой ценой. Сериал транслировался на SBS TV с 21 февраля по 11 апреля 2020 года. Она была номинирована на лучшую женскую роль на 56-й церемонии вручения премии «Пэксан». Она была удостоена награды «Excellence Award» на Asia Contents Awards 2020 и Global OTT Awards за её выступление в фильме «Гиена».
В марте 2022 года Ким получила международное признание за главную роль судьи Сим Ын Сок в сериале Netflix «Суд по делам несовершеннолетних», который две недели подряд оставался самым популярным неанглоязычным шоу. Она была номинирована на лучшую женскую роль на 58-й церемонии вручения премии «Пэксан». В том же году она снялась в телевизионной исторической драме «Зонтик королевы» в роли королевы Им Хварён.

## Личная жизнь

### Общественный имидж и репутация
Ким стала популярным корейским секс-символом с тех пор, как в 1993 году она надела платье с глубоким вырезом в качестве ведущей церемонии вручения кинопремии «Голубой дракон» и лауреатки этой премии в категории «Лучшая актриса», и стала олицетворением сексуальной революции той эпохи.
Ким известна своей заботой о молодых актёрах, и её коллега по фильму «Прощай одиночество» Ма Дон Сок описал её как «самого внимательного человека, который заботится о других». Её коллега Ли Сан Хи по сериалу «Суд по делам несовершеннолетних» сказала, что «Ким записывала имена неизвестных актёров, когда ей казалось, что они играют хорошо, чтобы в будущем порекомендовать их для подходящих сценариев». Многие актрисы, в том числе Сон Е Чжин, Хан Чжи Мин, Ким Нам Чжу и Ём Чон А выразили особую благодарность Ким за её заботу.
Ким получила степень бакалавра в области театра и кино в Университете Донгук. В 2013 году Ким призналась в плагиате в своей магистерской диссертации «Исследование актёрской коммуникации», в которой дословно были скопированы фрагменты как минимум из четырёх книг. Она извинилась за свои действия, которые, по её словам, были вызваны её плотным графиком и незнанием серьёзности плагиата. В результате Ким лишилась степени магистра журналистики и массовых коммуникаций.

### Отношения
Ким и характерный актёр Ю Хэ Чжин впервые встретились в 2001 году после съемок в фильме «Достать до Луны» и сблизились в 2006 году, когда вместе снялись в фильме «Война цветов». Слухи о том, что они встречались, появились в 2008 году, хотя оба постоянно отрицали какие-либо романтические отношения вплоть до начала 2010 года, когда были опубликованы фотографии этих двоих, сделанные папарацци и пара официально подтвердила свои отношения. Ким и Ю расстались в 2011 году.

## Благотворительность
В 2008 году Ким пожертвовала всю сумму гонорара за озвучивание документального фильма «Прощение, ты в конце пути» в фонд поддержки жертв преступлений.
В апреле 2009 года Ким представила свой поп-арт на Сеульской открытой художественной ярмарке. Одна из её картин-коллажей была продана за 5 миллионов вон, и она пожертвовала эту сумму на благотворительность.
7 июля 2009 года Ким приняла участие в кампании «Стиль встречается с искусством», организованной совместно кабельным каналом OnStyle и Национальной комиссией Кореи по делам ЮНЕСКО, и пожертвовала средства от своих работ Национальной комиссии Кореи по делам ЮНЕСКО.
Ким пожертвовала 100 миллионов вон для помощи пострадавшим от лесного пожара в Госоне в 2019 году.
В 2020 году, когда пандемия COVID-19 привела к нехватке масок, Ким пожертвовала 100 миллионов вон Ассоциации помощи пострадавшим от стихийных бедствий «Мост Надежды».
7 марта 2022 года Ким пожертвовал 100 миллионов вон Ассоциации помощи пострадавшим от стихийных бедствий «Мост Надежды», чтобы помочь жертвам лесных пожаров в Ульджине и Самчеоке в 2022 году в качестве средств для оказания чрезвычайной помощи.
9 августа 2022 года Ким пожертвовал 100 миллионов вон на помощь пострадавшим от наводнения в Южной Корее в 2022 году через Корейскую ассоциацию помощи пострадавшим от стихийных бедствий «Мост надежды».
10 февраля 2023 года Ким пожертвовала 100 миллионов вон через ЮНИСЕФ, чтобы помочь детям, пострадавшим от землетрясения в Турции и Сирии в 2023 году, и в том же месяце Ким опубликовала фотографию сервиса по продаже брикетов, которые она пожертвовала.
17 июля 2023 года Ким пожертвовала 100 миллионов вон на восстановление после наводнения в Южной Корее в 2023 году через Национальную ассоциацию помощи пострадавшим от стихийных бедствий «Мост Надежды».

## Фильмография

### Кино
| Год  | Название                                 | Название                       | Роль             | Примечание            | Ист.   |
| Год  | Русское                                  | Корейское                      | Роль             | Примечание            | Ист.   |
| ---- | ---------------------------------------- | ------------------------------ | ---------------- | --------------------- | ------ |
| 1986 | Камбо                                    | 깜보                           | На Ён            |                       |        |
| 1986 | Моя дочь, спасенная из трясины, Часть II | 수렁에서 건진 내 딸 2          | Ю Ри             |                       |        |
| 1988 | Взрослые не понимают                     | 어른들은 몰라요                | Ю Ра             |                       |        |
| 1988 | В ту последнюю зиму                      | 그 마지막 겨울                 | Юн А             |                       |        |
| 1990 | Осеам                                    | 오세암                         | Сестра Анджела   |                       |        |
| 1991 | Потерянная любовь                        | 잃어버린 너                    | Ким Юн Хи        |                       |        |
| 1993 | Первая любовь                            | 첫사랑                         | Пак Юн Шин       |                       |        |
| 1994 | Хочу то, что запрещено                   | 나는 소망한다 내게 금지된 것을 |                  | Камео                 |        |
| 1994 | Дитя Голливуда                           | 헐리우드 키드의 생애           |                  | Камео                 |        |
| 1994 | Синяя чайка                              | 블루시걸                       | Чхэ Рин          | Озвучивание           |        |
| 1995 | Доктор Бон                               | 닥터봉                         | Хван Е Шин       |                       |        |
| 1995 | Вечная империя                           | 영원한 제국                    | Юн Сан А         |                       |        |
| 1995 | Горький и сладкий                        | 남자는 괴로워                  | Ким Хе Су        |                       |        |
| 1997 | Обмен                                    | 체인지                         | Ко Ын Бин        | Специальное появление |        |
| 1997 | Мистер Кондом                            | 미스터 콘돔                    | Сон Хи           |                       |        |
| 1998 | Уставший умирать                         | 투 타이어드 투 다이            | А Нук            |                       |        |
| 1998 | Повяжи жёлтую ленту                      | 찜                             | Чхэ Рён          |                       |        |
| 1999 | Доктор К                                 | 닥터 K                         | Доктор Пе Джи Су |                       |        |
| 2001 | Достать до Луны                          | 신라의 달밤                    | Мин Чжу Ран      |                       |        |
| 2002 | Три                                      | 쓰리                           | Жена             | Эпизодическая роль    |        |
| 2002 | Бейсбольная команда YMCA                 | YMCA 야구단                    | Мин Чжон Рин     |                       |        |
| 2004 | Красавица без лица                       | 얼굴없는 미녀                  | Джи Су           |                       |        |
| 2005 | Красные башмачки                         | 분홍신                         | Сон Чжэ          |                       |        |
| 2006 | Война цветов                             | 타짜                           | Мадам Чжон       |                       |        |
| 2007 | Хороший день для романа                  | 바람 피기 좋은 날              | Дью              |                       |        |
| 2007 | Семейные тайны Шимов                     | 좋지 아니한가                  | Ми Кён           |                       |        |
| 2007 | Моя одиннадцатая мама                    | 열한번째 엄마                  | Женщина          |                       |        |
| 2008 | Современный мальчик                      | 모던보이                       | Чо Нан Силь      |                       |        |
| 2008 | Прощение                                 | 용서                           | Рассказчик       | Документальный фильм  |        |
| 2010 | Злодей и вдова                           | 이층의 악당                    | Хён Чжу          |                       |        |
| 2012 | Воры                                     | 도둑들                         | Пепси            |                       |        |
| 2013 | Читающий лица                            | 관상                           | Ён Хон           |                       |        |
| 2015 | Китайский квартал                        | 차이나타운                     | Ма У Хи          |                       |        |
| 2016 | Прощай одиночество                       | 굿바이 싱글                    | Чжу Ён           |                       |        |
| 2017 | Особенная                                | 미옥                           | На Хён Чжон      |                       |        |
| 2018 | Дефолт                                   | 국가부도의 날                  | Хан Ши Хён       |                       |        |
| 2020 | День, когда я умерла                     | 내가 죽던 날                   | Хён Су           |                       | [ 92 ] |
| 2023 | Контрабандистки                          | 밀수                           | Чо Чун Чжа       |                       | [ 93 ] |
| TBA  | Возвращение                              | 귀환                           | TBA              |                       |        |

### Телевидение
| Год       | Название                                | Название                              | Роль                   | Примечание            | Ист.          |
| Год       | Русское                                 | Корейское                             | Роль                   | Примечание            | Ист.          |
| --------- | --------------------------------------- | ------------------------------------- | ---------------------- | --------------------- | ------------- |
| 1986      | Best Selling Theater — Класс кукол      | 베스트셀러극장 — 인형의 교실          | О Хе Сук               |                       |               |
| 1986      | TV Literary Museum — Young Zelkova Tree | TV문학관 — 젊은 느티나무              |                        |                       |               |
| 1987      | Самогок                                 | 사모곡                                | Бу Ук                  |                       |               |
| 1988      | Летние Олимпийские игры 1988 Спешл      |                                       | Сун Чун-хян            |                       |               |
| 1988      | Сан Шим И                               | 순심이                                | Сан Шим И              |                       |               |
| 1989      | Сеноя                                   | 세노야                                | Кан Чжун Э             |                       |               |
| 1990      | Стертая с лица земли Женщина            | 지워진 여자                           | Чон Су Мин             |                       |               |
| 1990      | Когда Распускаются Цветы И Кричат Птицы | 꽃 피고 새 울면                       | Ми Кён                 |                       |               |
| 1990      | Три Семьи в одном Доме Сезон 2          | 한지붕 세가족 시즌2                   | Хе Сук                 |                       |               |
| 1990      | Веселый мир                             | 재미있는 세상                         | Со Бён Сук             |                       |               |
| 1991      | Лучший театр — Сон в летнюю ночь        | 베스트극장 — 한여름 밤의 꿈           |                        |                       |               |
| 1991      | Лучший театр — Сосед                    | 베스트극장 — 이웃집 은이              |                        |                       |               |
| 1991      | Чусок Спешл — Госу                      | 추석 특집극 — 고수                    | О Чон Хи               |                       |               |
| 1991      | Радужная жизнь                          | 추석 특집극 — 고수                    | Чхэ Чжон Со            |                       |               |
| 1992      | Новый год спешл — Чонса — сорванец      | 신년 특집극 — 천사는 말괄량이         | Чон Са                 |                       |               |
| 1992      | Лучший театр — Причины любить кого-то   | 베스트극장 — 누군가를 사랑하려는 이유 | Кан Джу                |                       |               |
| 1992      | Радуга в Мапо                           | 마포 무지개                           | Пак Ён Ми              |                       |               |
| 1993      | Пилот                                   | 파일럿                                | Ли Чжи Вон             |                       |               |
| 1993      | Мужчина для женщины                     | 여자의 남자                           | Ким Ён Ян              |                       |               |
| 1994      | Чанга спешл — Песня слепой птицы        | 창사특집극 — 눈먼 새의 노래           | Сок Кён Сук            |                       |               |
| 1994-98   | Партнер                                 | 짝                                    | Ча Хэ Сун              |                       |               |
| 1995      | Профессионал в любви, Любитель в браке  | 사랑과 결혼                           | Со Е Хи                |                       |               |
| 1995      | Основы романтики                        | 연애의 기초                           | Иль Ян                 |                       |               |
| 1995      | Игра Драмы — Сумерки богов              | 드라마게임 — 신들의 황혼              |                        |                       |               |
| 1996      | Суп из бычьих хвостов                   | 곰탕                                  |                        |                       |               |
| 1996      | Аромат цветущей яблони                  | 사과꽃 향기                           | Со Кён Чжу             |                       |               |
| 1997      | Чанга спешл — Юность                    | 창사 특집극 — 새끼                    | Сун Чжу                |                       |               |
| 1997      | Мисс и мистер                           | 미스&미스터                           |                        |                       |               |
| 1997      | Месть и страсть                         | 복수혈전                              | Чон Ми Кён             |                       |               |
| 1999      | Действительно ли мы любим?              | 우리가 정말 사랑했을까                | Ли Шин Ён              |                       |               |
| 1999      | Гук-хи                                  | 국희                                  | Мин Гук Хи             |                       |               |
| 2000      | Золотой век                             | 황금시대                              | Ким/Чхве Хи Ген        |                       |               |
| 2001      | Лучший театр — Дорогая Хе Су            | 베스트극장 — 사랑하는 혜수 언니       | она сама               |                       |               |
| 2002-2003 | Чан Хи Бин                              | 장희빈                                | Чан Хи Бин             |                       | [ 94 ]        |
| 2004-2005 | Баллада о реке Хан                      | 한강수타령                            | Юн Га Ен               |                       |               |
| 2009      | Стиль                                   | 스타일                                | Пак Ки Чжа             |                       |               |
| 2010      | Родной дом                              | 즐거운 나의 집                        | Ким Чжи Со             |                       |               |
| 2011      | Красавчики из лапшичной                 | 꽃미남 라면가게                       | Гадалка на таро        | Камео (1 эпизод)      | [ 95 ]        |
| 2013      | Королева офиса                          | 직장의 신                             | Мисс Ким / Ким Чон Сон |                       |               |
| 2016      | Сигнал                                  | 시그널                                | Ча Су Хен              |                       |               |
| 2017      | Учитель Ким, доктор Романтик            | 낭만닥터 김사부                       | Ли Ен Чжо              | Камео (20-21 эпизоды) | [ 96 ]        |
| 2020      | Гиена                                   | 하이에나                              | Чон Гым Чжа            |                       |               |
| 2022      | Зонтик королевы                         | 슈룹                                  | Королева Им Хва Рен    |                       | [ 97 ] [ 98 ] |

### Веб-сериалы
| Год  | Название                        | Название  | Роль       | Примечание | Ист.    |
| Год  | Русское                         | Корейское | Роль       | Примечание | Ист.    |
| ---- | ------------------------------- | --------- | ---------- | ---------- | ------- |
| 2022 | Суд по делам несовершеннолетних | 소년 심판 | Сим Ын Сок | Netflix    | [ 99 ]  |
| 2024 | Без маски                       | 트리거    | О Со Рён   | Disney+    | [ 100 ] |

### Ведущая
| Год                    | Название                    | Примечание | Ист.                            |
| ---------------------- | --------------------------- | --- | ------------------------------- |
| 1993-95                | Saturday Saturday Is Fun    | |                                 |
| 1993-95 1997 1999—2023 | Кинопремия «Голубой дракон» | В последний раз она принимала участие в качестве ведущей на 44-й церемонии вручения наград в свою 30-ю годовщину проведения этого мероприятия. | [ 101 ] [ 102 ] [ 103 ] [ 104 ] |
| 2010                   | World Wide Weekly           | |                                 |

## Театр
| Год  | Название    | Название      | Роль    | Театр                                                          | Дата                    | Ист.    |
| Год  | Русское     | Корейское     | Роль    | Театр                                                          | Дата                    | Ист.    |
| ---- | ----------- | ------------- | ------- | -------------------------------------------------------------- | ----------------------- | ------- |
| 1993 | Агнец божий | 신의 아그네스 | Агнесса | Grand Theater of the Daehakro Culture and Arts Center in Seoul | С 31 марта по 12 апреля | [ 105 ] |
| 1993 | Агнец божий | 신의 아그네스 | Агнесса | Busan Citizens' Center on                                      | 18 и 19 апреля          | [ 105 ] |
| 1993 | Агнец божий | 신의 아그네스 | Агнесса | Daejeon’s Yuseong Arts Center                                  | 25 и 26 апреля          | [ 105 ] |
| 1993 | Агнец божий | 신의 아그네스 | Агнесса | Daegu Kyungpook National University Auditorium                 | 2 и 3 мая               | [ 105 ] |
| 1993 | Агнец божий | 신의 아그네스 | Агнесса | Masan MBC Hall                                                 | 8 и 9 мая               | [ 105 ] |
| 1993 | Агнец божий | 신의 아그네스 | Агнесса | Ulsan Arts Center                                              | 16 и 17 мая             | [ 105 ] |
| 1993 | Агнец божий | 신의 아그네스 | Агнесса | Jeonju Arts Center on the                                      | 23 и 24 мая             | [ 105 ] |
| 1993 | Агнец божий | 신의 아그네스 | Агнесса | Incheon Arts Center                                            | 7 и 8 июня              | [ 105 ] |

## Дискография
| Год  | Название песни            | Примечание                        |
| ---- | ------------------------- | --------------------------------- |
| 2008 | «Why Don’t You Do Right?» | Трек из «Современный мальчик» OST |
| 2008 | «Blues of Colors»         | Трек из «Современный мальчик» OST |
| 2008 | «개여울» (Japanese Ver.)  | Трек из «Современный мальчик» OST |
| 2013 | «Love is»                 | Трек из «Королева офиса» OST      |

## Награды и номинации

### Награды индустрии
Ким получила семь премий «Пэксан», пять кинопремий «Голубой дракон», одну премию «Большой колокол» — семь за лучшую женскую роль и две за лучшую новую женскую роль — с момента получения первой премии в 1987 году за свою дебютную роль в фильме «Камбо». Ким является рекордсменкой среди самых молодых актрис, получивших кинопремию «Голубой дракон» за лучшую женскую роль в фильме «Первая любовь» (1993) в возрасте 23 лет. Она также трижды становилась лауреатом за свою работу в фильмах «Первая любовь» (1993), «Доктор Бон» (1995) и «Война цветов» (2006), благодаря чему она вместе с Юн Чжон Хи получила наибольшее количество наград кинопремии «Голубой дракон» в номинации «Лучшая женская роль».
| Награда                                   | Год  | Категория                                 | Работа                                  | Результат |
| ----------------------------------------- | ---- | ----------------------------------------- | --------------------------------------- | --------- |
| Азиатская кинопремия                      | 2007 | Лучшая женская роль                       | Войны цветов                            | Номинация |
| Азиатская кинопремия                      | 2008 | Лучшая женская роль второго плана         | Семейные тайны Шимов                    | Номинация |
| Азиатская кинопремия                      | 2013 | Лучшая женская роль второго плана         | Воры                                    | Номинация |
| Азиатская кинопремия                      | 2016 | Лучшая женская роль                       | Китайский квартал                       | Номинация |
| Премия «Пэксан»                           | 1987 | Лучшая новая актриса — кино               | Камбо                                   | Победа    |
| Премия «Пэксан»                           | 1991 | Наиболее популярная актриса — телевидение | Когда Распускаются Цветы И Кричат Птицы | Победа    |
| Премия «Пэксан»                           | 1995 | Наиболее популярная актриса — кино        | Вечная империя                          | Победа    |
| Премия «Пэксан»                           | 1996 | Лучшая женская роль — телевидение         | Суп из бычьих хвостов                   | Победа    |
| Премия «Пэксан»                           | 2005 | Лучшая женская роль — кино                | Красавица без лица                      | Победа    |
| Премия «Пэксан»                           | 2007 | Лучшая женская роль — кино                | Война цветов                            | Номинация |
| Премия «Пэксан»                           | 2014 | Лучшая женская роль — телевидение         | Королева офиса                          | Номинация |
| Премия «Пэксан»                           | 2016 | Лучшая женская роль — телевидение         | Сигнал                                  | Победа    |
| Премия «Пэксан»                           | 2016 | Лучшая женская роль — кино                | Китайский квартал                       | Номинация |
| Премия «Пэксан»                           | 2017 | Лучшая женская роль — кино                | Прощай одиночество                      | Номинация |
| Премия «Пэксан»                           | 2019 | Лучшая женская роль — кино                | Дефолт                                  | Номинация |
| Премия «Пэксан»                           | 2019 | Bazaar Icon Award                         | Дефолт                                  | Победа    |
| Премия «Пэксан»                           | 2020 | Лучшая женская роль — телевидение         | Гиена                                   | Номинация |
| Премия «Пэксан»                           | 2021 | Лучшая женская роль — кино                | День, когда я умерла                    | Номинация |
| Премия «Пэксан»                           | 2022 | Лучшая женская роль — телевидение         | Суд по делам несовершеннолетних         | Номинация |
| Премия «Пэксан»                           | 2023 | Лучшая женская роль — телевидение         | Зонтик королевы                         | Номинация |
| Кинопремия «Голубой дракон»               | 1993 | Лучшая женская роль                       | Первая любовь                           | Победа    |
| Кинопремия «Голубой дракон»               | 1995 | Лучшая женская роль                       | Доктор Бон                              | Победа    |
| Кинопремия «Голубой дракон»               | 2004 | Лучшая женская роль                       | Красавица без лица                      | Номинация |
| Кинопремия «Голубой дракон»               | 2006 | Лучшая женская роль                       | Война цветов                            | Победа    |
| Кинопремия «Голубой дракон»               | 2006 | Премия «Популярная звезда»                | Война цветов                            | Победа    |
| Кинопремия «Голубой дракон»               | 2011 | Лучшая женская роль                       | Злодей и вдова                          | Номинация |
| Кинопремия «Голубой дракон»               | 2011 | Премия «Популярная звезда»                | Злодей и вдова                          | Победа    |
| Кинопремия «Голубой дракон»               | 2013 | Лучшая женская роль второго плана         | Читающий лица                           | Номинация |
| Кинопремия «Голубой дракон»               | 2015 | Лучшая женская роль                       | Китайский квартал                       | Номинация |
| Кинопремия «Голубой дракон»               | 2016 | Лучшая женская роль                       | Прощай одиночество                      | Номинация |
| Кинопремия «Голубой дракон»               | 2019 | Лучшая женская роль                       | Дефолт                                  | Номинация |
| Кинопремия «Голубой дракон»               | 2021 | Лучшая женская роль                       | День, когда я умерла                    | Номинация |
| Кинопремия «Голубой дракон»               | 2023 | Лучшая женская роль                       | Контрабандистки                         | Номинация |
| Кинопремия «Голубой дракон»               | 2023 | Специальная премия за особые достижения   | Специальная премия за особые достижения | Почётная  |
| Телепремия «Голубой дракон»               | 2022 | Лучшая женская роль                       | Суд по делам несовершеннолетних         | Номинация |
| Кинопремия «Большой колокол»              | 1993 | Лучшая женская роль                       | Первая любовь                           | Номинация |
| Кинопремия «Большой колокол»              | 1996 | Лучшая женская роль                       | Доктор Бон                              | Номинация |
| Кинопремия «Большой колокол»              | 2005 | Лучшая женская роль                       | Красавица без лица                      | Победа    |
| Кинопремия «Большой колокол»              | 2006 | Лучшая женская роль                       | Красные башмачки                        | Номинация |
| Кинопремия «Большой колокол»              | 2007 | Лучшая женская роль                       | Война цветов                            | Номинация |
| Кинопремия «Большой колокол»              | 2011 | Лучшая женская роль                       | Злодей и вдова                          | Номинация |
| Кинопремия «Большой колокол»              | 2015 | Лучшая женская роль                       | Китайский квартал                       | Номинация |
| Asian Film Critics Association Awards     | 2007 | Лучшая женская роль                       | Война цветов                            | Номинация |
| Buil Film Awards                          | 2015 | Лучшая женская роль                       | Китайский квартал                       | Номинация |
| Buil Film Awards                          | 2016 | Лучшая женская роль                       | Прощай одиночество                      | Номинация |
| Chunsa Film Art Awards                    | 2004 | Лучшая женская роль                       | Красавица без лица                      | Победа    |
| Chunsa Film Art Awards                    | 2006 | Лучшая женская роль                       | Война цветов                            | Победа    |
| Chunsa Film Art Awards                    | 2016 | Лучшая женская роль                       | Китайский квартал                       | Победа    |
| Chunsa Film Art Awards                    | 2023 | Лучшая женская роль                       | Контрабандистки                         | Победа    |
| Cine 21 Awards                            | 2007 | Лучшая женская роль                       | Война цветов                            | Победа    |
| Director’s Cut Awards                     | 2019 | Премия жюри                               | Дефолт                                  | Номинация |
| Grimae Awards                             | 1999 | Лучшая женская роль                       | Гук-хи                                  | Победа    |
| KOFRA Film Awards                         | 2019 | Премия жюри                               | Дефолт                                  | Победа    |
| Korea Gold Awards Festival                | 2015 | Лучшая женская роль                       | Китайский квартал                       | Победа    |
| Korean Association of Film Critics Awards | 2015 | Лучшая женская роль                       | Китайский квартал                       | Победа    |
| Korean Film Actor’s Association Awards    | 2015 | Top Star Award                            | Китайский квартал                       | Победа    |
| Korean Film Producers Association Awards  | 2015 | Лучшая женская роль                       | Китайский квартал                       | Победа    |
| Max Movie Awards                          | 2007 | Лучшая женская роль                       | Война цветов                            | Номинация |
| Max Movie Awards                          | 2014 | Лучшая женская роль                       | Читающий лица                           | Номинация |
| Max Movie Awards                          | 2014 | Лучшая женская роль второго плана         | Читающий лица                           | Номинация |
| Max Movie Awards                          | 2016 | Лучшая женская роль                       | Китайский квартал                       | Номинация |
| KBS Drama Awards                          | 1987 | Лучшая новая актриса                      | Самогок, Young Zelkova Tree             | Победа    |
| KBS Drama Awards                          | 1988 | Excellence Award — актриса                | Сун Шим И                               | Номинация |
| KBS Drama Awards                          | 2003 | Гранд-приз (Дэсан)                        | Ча Хи Бин                               | Победа    |
| KBS Drama Awards                          | 2003 | Top Excellence Award — актриса            | Ча Хи Бин                               | Номинация |
| KBS Drama Awards                          | 2013 | Гранд-приз (Дэсан)                        | Королева офиса                          | Победа    |
| KBS Drama Awards                          | 2013 | Top Excellence Award — актриса            | Королева офиса                          | Номинация |
| KBS Drama Awards                          | 2013 | Excellence Award — актриса в мини-сериале | Королева офиса                          | Номинация |
| KBS Drama Awards                          | 2013 | Лучшая пара с О Джи Хо                    | Королева офиса                          | Победа    |
| MBC Drama Awards                          | 1991 | Excellence Award — актриса                | Радужная жизнь                          | Номинация |
| MBC Drama Awards                          | 1995 | Top Excellence Award — актриса            | Суп из бычих хвостов                    | Победа    |
| MBC Drama Awards                          | 1996 | Гранд-приз (Дэсан)                        | Партнер                                 | Победа    |
| MBC Drama Awards                          | 1996 | Top Excellence Award — актриса            | Партнер                                 | Номинация |
| MBC Drama Awards                          | 1999 | Top Excellence Award — актриса            | Гук-хи                                  | Победа    |
| MBC Drama Awards                          | 1999 | Талант года                               | Гук-хи                                  | Победа    |
| MBC Drama Awards                          | 2004 | Top Excellence Award — актриса            | Баллада о реке Хан                      | Победа    |
| SBS Drama Awards                          | 2009 | Top Excellence Award — актриса            | Стиль                                   | Номинация |
| SBS Drama Awards                          | 2009 | ТОП-10 звезд                              | Стиль                                   | Победа    |
| SBS Drama Awards                          | 2020 | Гранд-приз (Дэсан)                        | Гиена                                   | Номинация |
| SBS Drama Awards                          | 2020 | Excellence Award — актриса в мини-сериале | Гиена                                   | Номинация |
| SBS Drama Awards                          | 2020 | Лучшая пара                               | Гиена                                   | Номинация |
| tvN10 Awards                              | 2016 | Лучшая женская роль                       | Сигнал                                  | Победа    |
| Asian Academy Creative Awards             | 2022 | Лучшая женская роль                       | Суд по делам несовершеннолетних         | Номинация |
| Asia Contents Awards                      | 2020 | Лучшая женская роль                       | Гиена                                   | Номинация |
| Asia Contents Awards                      | 2020 | Excellence Award                          | Гиена                                   | Победа    |
| APAN Star Awards                          | 2013 | Top Excellence Award — актриса            | Война цветов; Королева офиса            | Номинация |
| APAN Star Awards                          | 2016 | Excellence Award — актриса в мини-сериале | Сигнал                                  | Номинация |
| APAN Star Awards                          | 2021 | Гранд-приз (Дэсан)                        | Гиена                                   | Номинация |
| APAN Star Awards                          | 2022 | Top Excellence Award — актриса            | Суд по делам несовершеннолетних         | Номинация |
| APAN Star Awards                          | 2023 | Excellence Award — актриса в мини-сериале | Зонтик королевы                         | Номинация |
| Korea Drama Awards                        | 2006 | Гранд-приз (Дэсан)                        | Королева офиса                          | Номинация |
| Korea Drama Awards                        | 2023 | Гранд-приз (Дэсан)                        | Зонтик королевы                         | Номинация |

### Государственные награды
| Страна      | Организация                    | Год  | Награда                  | Ист.    |
| ----------- | ------------------------------ | ---- | ------------------------ | ------- |
| Южная Корея | Национальная налоговая служба  | 2018 | Благодарность Президента | [ 106 ] |
| Южная Корея | Комиссия по финансовым услугам | 2022 | Цитата президента        | [ 107 ] |

### Списки
| Издание      | Год  | Список                                                      | Место | Ист.                    |
| ------------ | ---- | ----------------------------------------------------------- | ----- | ----------------------- |
| Cine 21      | 2021 | Actress to watch out for in 2022                            | 3-е   | [ 108 ]                 |
| Cine 21      | 2022 | Actress to watch out for in 2023                            | 5-е   | [ 109 ]                 |
| Forbes       | 2011 | Korea Power Celebrity 40                                    | 19-е  | [ 110 ]                 |
| Forbes       | 2017 | Korea Power Celebrity 40                                    | 40-е  | [ 111 ]                 |
| Forbes       | 2020 | Korea Power Celebrity 40                                    | 34-е  | [ 112 ]                 |
| Forbes       | 2022 | Korea Power Celebrity 40                                    | 38-е  | [ 113 ]                 |
| Forbes       | 2023 | Korea Power Celebrity 40                                    | 37-е  | [ 114 ]                 |
| Elle Japan   | 2022 | Top 16 Hallyu Best Actress                                  | 3-е   | [ 115 ]                 |
| Gallup Korea | 2008 | Gallup Korea’s Film Actor of the Year                       | 3-е   | [ 116 ]                 |
| Gallup Korea | 2010 | Gallup Korea’s Film Actor of the Year                       | 7-е   | [ 116 ]                 |
| Gallup Korea | 2012 | Gallup Korea’s Film Actor of the Year                       | 3-е   | [ 116 ]                 |
| Gallup Korea | 2013 | Gallup Korea’s Film Actor of the Year                       | 7-е   | [ 116 ]                 |
| Gallup Korea | 2017 | Gallup Korea’s Film Actor of the Year                       | 12-е  | [ 116 ]                 |
| Gallup Korea | 2019 | Gallup Korea’s Film Actor of the Year                       | 14-е  | [ 116 ]                 |
| Gallup Korea | 2020 | Gallup Korea’s Film Actor of the Year                       | 9-е   | [ 116 ]                 |
| Gallup Korea | 2023 | Gallup Korea’s Film Actor of the Year                       | 6-е   | [ 116 ]                 |
| Gallup Korea | 2023 | Gallup Korea’s Television Actor of the Year                 | 8-е   | [ 117 ]                 |
| KBS          | 2023 | The 50 people who made KBS shine                            | 26-е  | [ 118 ] [ 119 ] [ 120 ] |
| The Screen   | 2009 | 1984-2008 Top Box Office Powerhouse Actors in Korean Movies | 8-е   | [ 121 ]                 |
| The Screen   | 2019 | 2009-2019 Top Box Office Powerhouse Actors in Korean Movies | 26-е  | [ 122 ]                 |